# Pauline Ferrand-Prévot
Pauline Ferrand-Prévot (n. 10 februarie 1992, Reims, Franța) este o ciclistă franceză, medaliată olimpică. A participat la 4 ediții ale Jocurilor Olimpice (2012, 2016, 2020, 2024) în care a câștigat o medalie de aur.